# Taiwanische Volleyballnationalmannschaft der Frauen
Die taiwanische Volleyballnationalmannschaft der Frauen ist eine Auswahl der besten taiwanischen Spielerinnen, die die Chinese Taipei Volleyball Association bei internationalen Turnieren und Länderspielen repräsentiert. Wegen des politischen Konflikts mit der Volksrepublik China tritt die Mannschaft der Republik China offiziell unter der Bezeichnung “Chinesisch Taipeh” an.

## Geschichte

### Weltmeisterschaft
Bei der ersten Teilnahme an einer Volleyball-Weltmeisterschaft wurden die taiwanischen Frauen 1990 Elfter. 

### Olympische Spiele
Taiwan konnte sich noch nie für Olympische Spiele qualifizieren.

### Asienmeisterschaft
Die taiwanischen Frauen wurden bei ihrer ersten Volleyball-Asienmeisterschaft 1983 Vierter. Nach dem verpassten Turnier 1987 belegten sie diesen Platz von 1989 bis 1997 weitere vier Mal. Lediglich 1991 waren sie Fünfter. Dieses Resultat gab es dann von 1999 bis 2005 vier Mal in Folge. 2007 reichte es nur noch zum sechsten Rang.

### World Cup
Taiwan hat noch nie im World Cup gespielt.

### World Grand Prix
Beim World Grand Prix erreichte Taiwan 1994 und 2007 jeweils den zwölften Platz.